# Pasiphae Linea
La Pasiphae Linea è una struttura geologica della superficie di Europa.